# Joanna Linkiewicz
Joanna Linkiewicz (Polonia, 2 de mayo de 1990) es una atleta polaca, especialista en la prueba de 400 m vallas en la que llegó a ser subcampeona europea en 2016.

## Carrera deportiva
En el Campeonato Europeo de Atletismo de 2016 ganó la medalla de plata en los 400 m vallas, con un tiempo de 55.33 segundos, llegando a meta tras la danesa Sara Slott Petersen (oro con 55.12 segundos) y por delante de la suiza Lea Sprunger (bronce).